# Подберезный, Николай Петрович
Николай Петрович Подберезный (31 мая 1944, Верхнеднепровск, Днепропетровская область — 19 мая 2016, Каменское, Днепропетровская область) — советский и украинский организатор производства, генеральный директор Днепропетровского металлургического комбината им. Ф. Э. Дзержинского (1995—1997), заслуженный работник промышленности Украины, лауреат Государственной премии Украины в области науки и техники (1996).

## Биография
Вся трудовая деятельность была связана с Днепровским металлургическим комбинатом имени Ф. Э. Дзержинского, где начал работать 1963 года и прошёл путь от машиниста центральной смазочной установки цеха прокатки периодических профилей до директора завода.
В 1966 году, после службы в Советской армии, вернулся на предприятие, где работал в прокатном цехе слесарем, бригадиром слесарей, начальником технического бюро, начальником конструкторского бюро, механиком цеха, заместителем главного механика, начальником прокатного цеха.
- 1982—1985 годах — исполняющий обязанности заместителя главного инженера Днепровского металлургического завода имени Дзержинского по капитальному ремонту и реконструкции металлургического оборудования, исполняющий обязанности начальника отдела главного механика — главного механика завода, исполняющий обязанности начальника производственного отдела,
- 1985—1986 годах — главный инженер — заместитель генерального директора,
- 1986—1987 годах — генеральный директор Днепровского металлургического комбината имени Дзержинского Днепропетровской области,
- 1987—1990 годах — начальник производственного отдела Южного государственного объединения металлургических предприятий «Югметаллургпром»,
- 1990—1995 годах — главный инженер-заместитель генерального директора,
- 1995—1997 годах — генеральный директор Днепровского металлургического комбината имени Дзержинского Днепропетровской области.

С 1997 года на пенсии.
В 1994 году присуждена научная степень кандидата технических наук.

## Награды и звания
- Медаль «В ознаменование 100-летия со дня рождения Владимира Ильича Ленина» (1970);
- Государственная премия Украины в области науки и техники (1996);
- Заслуженный работник промышленности Украины.